# Ainhice-Mongelos
Ainhice-Mongelos (tiếng Basque: Ainhize-Monjolose) là một xã thuộc tỉnh Pyrénées-Atlantiques trong vùng Aquitaine ở tây nam nước Pháp. Xã này nằm ở khu vực có độ cao trung bình 242mét trên mực nước biển.
Xã nằm trong tỉnh cũ Lower Navarre.